# Synaemops nigridorsi
Espèce
Synaemops nigridorsi est une espèce d'araignées aranéomorphes de la famille des Thomisidae.

## Distribution
Cette espèce est endémique du Brésil.

## Publication originale
- Mello-Leitão, 1929 : Aphantochilidas e Thomisidas do Brasil. Archivos do Museu Nacional, Rio de Janeiro, vol. 31, p. 9-359.